# Istituto nazionale di alta matematica
L'Istituto nazionale di alta matematica (indicato anche come INdAM, INDAM o Indam), è un ente di ricerca che, dalla sua costituzione nel 1939, pur con le discontinuità dovute alle vicende storiche e istituzionali, svolge un ruolo importante per sostenere la ricerca e la cultura matematica in Italia, in collegamento con le attività internazionali di maggiore rilievo.

## Storia
Viene istituito con la legge 13 luglio 1939-XVII, n. 1129 come  Reale Istituto nazionale di alta matematica a firma di Vittorio Emanuele III, Benito Mussolini, Paolo Thaon di Revel e Giuseppe Bottai. La sua fondazione è dovuta in massima parte all'azione di Francesco Severi, sembra a partire da un'idea di Luigi Fantappié. Il primo Consiglio scientifico è composto da Francesco Severi (presidente), Luigi Fantappiè, Giulio Krall, Enrico Bompiani e Mauro Picone.
Nel 1946, in seguito al referendum istituzionale, dalla sua denominazione viene eliminato l'aggettivo "reale". Nel 1976 assume l'attuale denominazione ufficiale di Istituto nazionale di alta matematica "Francesco Severi". Fin dall'inizio l'attività portante dell'INdAM è costituita dalla organizzazione di corsi avanzati rivolti ai giovani tra i più dotati. In tal modo l'Istituto ha contribuito in misura rilevante alla formazione di molte delle maggiori personalità della matematica italiana, anche per le possibilità loro offerte di entrare in contatto con alcuni dei maggiori matematici della scena internazionale.
Tra le personalità della matematica italiana che hanno operato come docenti e/o come discenti presso l'INdAM vanno ricordate almeno le seguenti: Alessandro Terracini, Francesco Severi, Antonio Signorini, Giuseppe Scorza Dragoni, Gianfranco Cimmino, Iacopo Barsotti, Luigi Amerio, Beniamino Segre, Enzo Martinelli, Giulio Krall, Vittorio Cantoni, Renato Caccioppoli, Fabio Conforto, Aldo Andreotti, Mario Curzio, Vittorio Dalla Volta, Edoardo Vesentini, Gaetano Fichera, Aldo Ghizzetti, Giorgio Talenti, Giuseppe Tallini, Ennio De Giorgi, Carlo Pucci, Michele Sce, Ermanno Marchionna, Claudio Procesi, Lamberto Cattabriga, Maurizio Cornalba, Giorgio Letta, Alessandro Figà-Talamanca, Paolo De Lucia,  Ciro Ciliberto, Enrico Giusti, Piero Bassanini, Sergio Spagnolo, Giuseppe Tomassini, Renzo Piccinini, Antonio Ambrosetti, Ilio Galligani, Guido Trombetti, Salvatore Rionero, Piermarco Cannarsa, Paolo Marcellini, Edoardo Sernesi, Alfredo Bellen, Fulvio Ricci, Italo Capuzzo Dolcetta, Giorgio Patrizio, Tommaso Ruggeri, Nicola Bellomo, Enrico Bombieri, Corrado De Concini, Pierangelo Marcati, Aljoša Volčič, Vincenzo Ancona, Nicola Fusco, Angelo Alvino, Mario Pulvirenti, Vittorio Coti Zelati, Elisabetta Strickland, Sandro Verra, Piero Villaggio.
Tra le personalità straniere vanno ricordate almeno le seguenti: Leonard Roth, Helmut Hasse, Wilhelm Blaschke, Paul Dubreil, Lucien Godeaux, Luitzen Brouwer, Jean Leray, Wacław Sierpiński, T. K. Pöschl, Wolfgang Gröbner, Heinz Hopf, Erich Khäler, Oskar Zariski, Georges De Rham, Max Deuring, Bartel Leendert Van der Waerden, Kazimierz Kuratowski, John Lighton Synge, Louis Mordell, Rolf Nevanlinna, Richard von Mises, Ernst Witt, Henri Cartan, Jacques Tits, Jean Dieudonné, Igor Rostislavovič Šafarevič, Victor Kac, Francis Clarke.

## Descrizione

### Organi dell'INdAM
Sono organi dell'INdAM il Presidente dell'Istituto, il Consiglio di Amministrazione, il Consiglio Scientifico, il Collegio dei Revisori dei Conti. Il Presidente e il Consiglio di Amministrazione sono nominati dal Ministero dell'Istruzione, dell'Università e della Ricerca (MIUR). Presidenti dell'INdAM sono stati fra gli altri, più recentemente, Edoardo Vesentini, Carlo Pucci, Alessandro Figà Talamanca, Corrado De Concini, Vincenzo Ancona.
Dal 2011 il nuovo statuto prevede che il Consiglio di Amministrazione sia composto dal Presidente, dal Vice Presidente e da un Membro designato dal MIUR. Il Consiglio Scientifico è formato da sette studiosi eletti - così come il Presidente ed il Vice Presidente - in sede nazionale dai docenti universitari di materie matematiche. Il Collegio dei Revisori dei Conti è composto da tre membri nominati con decreto del MIUR, con Presidente designato dal Ministero dell'economia e delle finanze.

### Presidenti
- Vincenzo Ancona (Dal 2011)
- Giorgio Patrizio (Dal 2015)

### Vice presidenti
- Elisabetta Strickland (Dal 2011)

## Gruppi di Ricerca INdAM
I Gruppi Nazionali di Ricerca erano costituiti originariamente presso il Consiglio Nazionale delle Ricerche (CNR); nomi particolarmente noti che hanno diretto i Gruppi di Ricerca nel periodo relativo alla afferenza al CNR sono Vinicio Boffi, Roberto Conti, Ilio Galligani. Dal 1999 I Gruppi Nazionali di Ricerca sono parte integrante dell'INdAM. Si tratta di quattro Gruppi Nazionali di Ricerca con una dotazione organica di più di 2.500 ricercatori. I Gruppi svolgono attività di ricerca in matematica finanziando progetti di ricerca, invitando in Italia ricercatori stranieri qualificati, finanziando soggiorni all'estero presso Università ed Enti di Ricerca di giovani ricercatori, borsisti e assegnisti italiani per svolgervi ricerche in collaborazione. In particolare i Gruppi promuovono, coordinano e sostengono le attività di ricerca dei suoi aderenti attraverso: a) il programma Professori Visitatori; b) l'assegnazione di contributi per l'organizzazione di convegni; c) il rimborso di spese di missione in Italia e all'estero; d) il finanziamento di Progetti di Ricerca e Formazione.
I quattro Gruppi Nazionali di Ricerca Matematica dell'INdAM sono i seguenti:

### Gruppo Nazionale per l'Analisi Matematica, la Probabilità e le loro Applicazioni (GNAMPA)
Lo GNAMPA incentiva e finanzia ricerche nei settori scientifici di Equazioni Differenziali e Sistemi Dinamici,  Calcolo delle Variazioni e Ottimizzazione, Analisi Reale, Teoria della Misura e Probabilità, Analisi Funzionale e Armonica.

#### Direttori
- Italo Capuzzo Dolcetta
- Roberto Conti
- Paolo Marcellini
- Fulvio Ricci

### Gruppo Nazionale per il Calcolo Scientifico (GNCS)
Il Gruppo ha lo scopo di promuovere e coordinare la ricerca matematica nei campi dell'Analisi Numerica e dei Fondamenti dell'Informatica e sviluppo di Sistemi Software, con particolare attenzione alla formazione, al trasferimento alle applicazioni tecnologiche ed alle collaborazioni in ambito nazionale ed internazionale.

#### Direttori
- Alfredo Bellen
- Ilio Galligani
- Valeria Ruggiero

### Gruppo Nazionale per la Fisica Matematica (GNFM)
Il Gruppo Nazionale di Fisica Matematica, svolge e coordina attività scientifiche e applicative nei diversi settori della Fisica Matematica.

#### Direttori
- Vinicio Boffi
- Tommaso Ruggeri
- Giuseppe Saccomandi

### Gruppo Nazionale per le Strutture Algebriche, Geometriche e le loro Applicazioni (GNSAGA)
Il Gruppo GNSAGA ha lo scopo di promuovere e coordinare attività scientifiche e applicative in Algebra, Geometria e Logica Matematica. Il Gruppo si articola nei settori scientifici di Geometria differenziale, Geometria complessa e topologica, Geometria algebrica e algebra commutativa, Strutture algebriche e geometria combinatoria, Logica matematica e applicazioni.

#### Direttori
- Vincenzo Ancona
- Anna Fino
- Graziano Gentili
- Giorgio Patrizio